# Diospyros chunii
Diospyros chunii är en tvåhjärtbladig växtart som beskrevs av Metcalf och L. Chen. Diospyros chunii ingår i släktet Diospyros och familjen Ebenaceae. Inga underarter finns listade i Catalogue of Life.